# Andock
Ne doit pas être confondu avec Andok.
Andock ou Andok est un village de la région du Centre au Cameroun, localisé dans l'arrondissement (commune) de Bikok et le département de la Méfou-et-Akono.

## Population
En 1965 Andock comptait 291 habitants, principalement des Ewondo.
Lors du recensement de 2005, ce nombre s'élevait à 523.